# Batalion „Rum”
Batalion „Rum” – batalion Armii Krajowej utworzony w trakcie powstania warszawskiego, działający od 15 sierpnia do 20 września 1944 w Śródmieściu Północnym.

## Historia
Batalion powstał na bazie luźnych oddziałów, które znalazły się w IV Rejonie Obwodu Śródmieście. Były to:
- Pluton osłonowy sztabu Obwodu Śródmieście – dowódca por. rez. Stefan Skórzewski „Stefan" (na bazie którego powstała kompania szturmowa);
- Resztki X Zgrupowania (cześć batalionu „Kiliński”) pod dowództwem por. Leona Gajdowskiego „Ostoja” (4 kompania „Watra” i 7 kompania „Iskra”) oraz 41 kompania WSOP (dotychczasowa 9 kompania Batalionu „Kiliński”);
- kompania uzbrojeniowa (NSZ) pod dowództwem kpt. Henryka Więcka „Jur”;
- kompania Batalionu „Chrobry I” pod dowództwem por. Kazimierza Burnosa „Corda”;

15 sierpnia samodzielne oddziały na wniosek kpt. Kazimierza Bilskiego „Rum” zostały zreorganizowane w Batalion Szturmowy „Rum”. Po 20 września oddziały batalionu weszły w skład II batalionu 15 Pułk Piechoty „Wilków” AK.

## Ordre de Bataille
Dowództwo
- Dowódca baonu – kpt. Kazimierz Bilski „Rum”;
- Zastępca dowódcy baonu – por. Leon Gajdowski „Ostoja”;
- Adiutant – ppor. Andrzej Rudziński „Wilczyński”;
- Kwatermistrz – kpt. Mieczysław Woźniak „Mieczysław”;
- Oficer organizacyjny – por. Kazimierz Rapaczyński „Rawita”;
- Oficer do specjalnych zleceń – rtm. Tadeusz Domański „Brzozowski”;
- Szefowa kancelarii – kpt. Emilia Malessa „Marcysia”.

Oddziały
- 1 kompania „Stefan” – dowódca por. Stefan Skórzewski „Stefan”;
- 2 kompania „Corda” – dowódca por. Kazimierz Burnos „Corda”;
- 3 kompania „Iskra” – dowódca por. Czesław Sitarz „Iskra”;
- 4 kompania „Watra” – dowódca ppor. Feliks Borecki „Watra”;
- 5 kompania „Jeremi” – dowódca ppor. Leonard Kancelarczyk „Jeremi”;
- Kompania „Romańskiego” – rtm. Roman Wyczółkowki „Romański” (od 10 września);
- pluton odwodowy „Jur” – dowódca kpt. Zbigniew Więcek „Jur”.